# Pandemia de gripe A (H1N1) de 2009-2010 en el Reino Unido
La pandemia de gripe A (H1N1), que se inició en 2009, entró en el Reino Unido el 27 de abril del mismo año. Este fue el segundo país en reportar casos de gripe A en el continente europeo.
El 25 de abril, se reportó en Londres que un tripulante del vuelo BA242 de la compañía British Airways proveniente de la Ciudad de México, fue hospitalizado por presentar síntomas de gripe. No obstante, al día siguiente (26 de abril) se confirmó que dichos estudios resultaron negativos, y esta persona no presentaba la gripe A (H1N1).

## Brote
Al 17 de mayo número de infectados por el virus de la influenza A H1N1 aumentaba, de los cuales había casos de británicos que no habían realizado viajes a países norteamericanos.
El jefe ejecutivo de la Agencia de Protección de la Salud (HPA) del Reino Unido dijo "deben esperar" los casos del virus. 
Dos personas fueron ingresadas a un hospital de Escocia, con síntomas con gripe después de regresar de México. 
El Secretario de Salud, Alan Johnson dijo que el país está en "constante alerta".
El 2 de mayo el Departamento de Saludo confirmó que un adulto  del Noroeste y un chico del Sureste había contraído el virus. El número total de casos confirmados para el Reino Unido se mantuvo a 15.
El 3 de mayo, las autoridades escocesas de sanidad reportaron un nuevo caso de un hombre Ayrshire, donde se informó que lo había contraído en el estado de Texas, Estados Unidos.
El 4 de mayo se confirmaron nueve casos. Dos casos eran adultos, 2 de Londres y uno de West Midlands. Ambos de esos casos habían regresado de México. Dos casos eran hermanos de una escuela en Londres, que habían tenido contacto directo con personas infectadas en Estados Unidos.
El 5 de mayo se confirmó de un nuevo caso en South East England, una persona que había regresado de México.
El 23 de mayo  se anunciaron 2 nuevos casos por las autoridades sanitarias elevando la cifra de contagiados a 122. Los dos casos fueron detectados en Londres y en el este de Inglaterra, respectivamente, según indicó la Agencia para la Protección de la Salud.
El 24 de mayo se detectaron otros 11 casos de seis adultos y cinco niños, en Londres, el sureste de Inglaterra y el condado central de las Midlands, por lo que el número de infectados se elevó a 133 personas.
El 4 de junio, las autoridades británicas confirmaron 55 casos, de los cuales 31 se detectaron en Escocia, 23 en Inglaterra y uno en Gales, por lo que el número de infectados incrementó a 459 personas.
El 6 de junio, el número de personas contagiadas por la nueva gripe en Gran Bretaña superó la barrera de las 500, anunció el ministerio británico de Salud. De las nuevas personas infectadas, 19 personas fueron contagiadas en Inglaterra, 22 en Escocia y una en Irlanda del Norte, por lo que la cifra total alcanzó los 528 casos confirmados.
Hasta el 29 de abril de 2010 (fecha de la última actualización), el Reino Unido confirmó 28.456 casos y 474 muertes por la gripe A (H1N1).

### Muertes
Después de mes y medio de haber llegado la gripe A (H1N1) al Reino Unido, el 14 de junio muere la primera víctima en Europa; el paciente era de Escocia. También fue la primera muerte a consecuencia de la cepa de influenza A (H1N1) que es reportada fuera del continente americano por la Organización Mundial de la Salud en Ginebra, o los Centros Europeos para el Control de Enfermedades en Estocolmo, en la cual son los organismos que identifican e informan sobre las muertes relacionadas con la gripe A (H1N1) en todo el mundo.
El gobierno de Escocia dijo que el paciente murió en un hospital, e indicó que era una de 20 personas que estaban recibiendo atención médica para curarlos.

## Campaña pública de prevención
El profesor Nigel Dimmock, un virólogo de la Universidad de Warwick, dijo que no estaba claro cuánta resistencia a los medicamentos de esta nueva cepa puede haber.
Él le dijo a la BBC Radio 5 Live: "Hay motivos para estar preocupados. El virus está de viaje, y si así fuere (como parece estar el nuevo virus), la gente no tiene resistencia a la misma. Entonces no hay nada para detener su propagación de persona a persona, y por diversos medios de todo el mundo." 
El Ministerio de Relaciones Exteriores y del Commonwealth dijo que la gente "debe ser consciente" del brote, pero no está en contra de asesorar a las personas que viajen a zonas afectadas de los EE. UU. y México.

### Cierres de escuelas y medidas preventivas
Al 26 de agosto un total de 59 personas habían muerto por la gripe A (H1N1) y otras 260 se encontraban ingresadas en hospitales (30 de ellas en estado grave), y el número de nuevos casos se elevaba a 11.000 semanales, una incidencia sustancialmente inferior al alarmista pronóstico inicial. De las víctimas fatales, sólo uno de cada cinco no tenía problemas previos de salud, y más de la mitad padecía enfermedades graves como la leucemia. Y debido a que las autoridades temen un nuevo brote en el invierno, las medidas de prevención fueron severas al cerrar escuelas y dar prescripción de Tamiflu a las personas de alto riesgo, como mujeres embarazadas, niños y ancianos.